# How Art Made the World
Como a Arte Moldou o Mundo (How Art Made the World) é um documentário produzido pela BBC em 2005, dirigido pelo professor de Oxford Dr. Nigel Spivey que aborda o tema "arte" em cinco episódios.

## Episódios
| Episódio | Título original            | Título traduzido                 | Descrição |
| -------- | -------------------------- | -------------------------------- | --- |
| 1        | More Human Than Human      | Além da natureza humana          | No primeiro episódio, o documentário busca as origens da ânsia de se retratar o corpo humano, desde as primeiras Vênus paleolíticas, passando pelo Egito e Grécia antigos.                                                           |
| 2        | The Day Pictures Were Born | O dia em que as figuras nasceram | Busca-se neste segundo episódio as origens das primeiras imagens produzidas pelo ser humano, relatando a Caverna de Altamira e as pinturas do povo San.                                                                              |
| 3        | The Art of Persuation      | A arte da persuasão              | Já no terceiro episódio, tenta-se explicar como arte serviu, desde o primórdios, como um instrumento de persuação. Dario, o Grande, Alexandre Magno até os regimes totalitários, - todos fixzeram claros usos da arte nesse sentido. |
| 4        | Once Upon a Time           | Era uma vez                      | A arte de contar histórias através de imagens é o centro das atenções do penúltimo episódio da série. Gilgamesh e Assurbanípal são o ponto de partida.                                                                               |
| 5        | To Death and Back          | Após a morte, após a vida        | Por fim, o documentário se encerra com um quinto e último episódio sobre a representação da morte na história da arte. O povo moche, maias e etruscos servem de referência para tal.                                                 |